# Susi Good
Susi Good (ur. w 1966 w Plons) – była szwajcarska wspinaczka sportowa uprawiała także wspinaczkę lodową. Specjalizowała się w prowadzeniu. Dwukrotna mistrzyni świata w prowadzeniu z 1991 oraz z 1993 roku. Mistrzyni Europy z 1992 roku.

## Kariera sportowa
W 1991 roku we Frankfurcie zdobyła złoty medal w prowadzeniu  na 1. mistrzostwach świata, który obroniła na kolejnych mistrzostwach w 1993 w Innsbrucku.
W 1992 roku odbyły się we Frankfurcie nad Menem pierwsze mistrzostwa Europy we wspinaczce sportowej, gdzie zdobyła złoty medal.
Wielokrotna uczestniczka, medalistka prestiżowych zawodów wspinaczkowych Rock Master we włoskim Arco, gdzie zdobyła złoty i srebrny medal.

## Osiągnięcia

### Mistrzostwa świata
| Konkurencje | 1991 | 1993 |
| Prowadzenie | 1    | 1    |

### Mistrzostwa Europy
| Konkurencje | 1992 |
| Prowadzenie | 1    |

### Rock Master
| Konkurencje | 1992 | 1993 |
| Prowadzenie | 1    | 1    |